# Anubis
Anubis (ägyptisch Inpu; auch Anpu) ist der altägyptische Gott der Totenriten und der Mumifizierung. Im Zusammenhang des Osirismythos wird von der Entstehung seines Namens berichtet: Als Kronprinz (Inpu), der in seinen Binden ist (imiut), verbarg ihn Nephthys (für Isis). So entstand sein Name Anubis. Als Epitheton (Beiname) trägt Anubis die Bezeichnung Imiut. Insofern ist Anubis in Gleichsetzung auch die Erscheinungsform des Horus und des Osiris.

## Darstellung
Anubis wird vorwiegend als liegender schwarzer Hund, Schakal oder als Mensch mit einem Hunde- oder Schakalkopf dargestellt. Er trägt meistens ein Was-Zepter und ein Anch. Selten zeigen ihn Abbildungen auch mit Widderkopf. Eine solche Darstellung befindet sich beispielsweise in KV17, dem Grab Sethos I.

## Kult
Der Schakal als Wüstentier wurde früh mit der westlichen Wüste in Verbindung gebracht. Der Westen ist in vielen Mythologien die Heimat sowohl der Toten wie auch der Caniden (Hunde, Wölfe, Schakale), welche als die Seelenführer in das Land der Toten angesehen wurden.
Als ursprüngliche Kultorte für Anubis werden Kynopolis (17. oberägyptischer Gau) sowie die Nekropolen Abydos und Sakkara (Anubieion) angegeben. Seinen Titel „Erster der Westlichen“ (Chontamenti) erhielt er in Abydos. Er ist eng verwandt mit dem oberägyptischen Gott Upuaut.

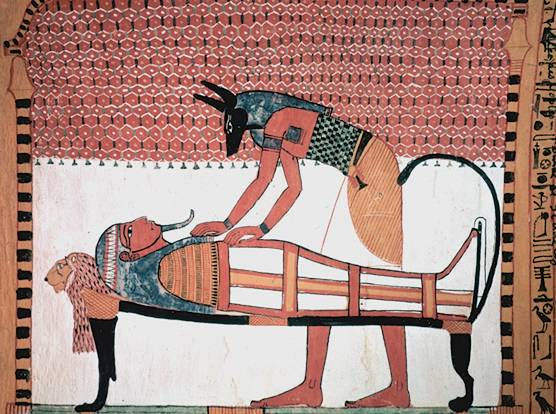
Anubis und Sennedjem in dessen Grab (TT1)

Anubis überwachte, belegt seit dem Neuen Reich als Totengeleiter, die richtige Versorgung des Leichnams und dessen Einbalsamierung (Mumifizierung). Im Grab empfing er die Mumie, vollzog die Zeremonie der Mundöffnung und führte die Seele zum „Feld der Himmlischen Opfergaben“, wobei er die Hand schützend auf die Mumie legte. Seit dem Alten Reich ist Anubis als Totenrichter belegt, der zusammen mit Thot das Jenseitsgericht leitet. Seine wichtigste Aufgabe bestand in der Überwachung des Seelenabwägens, und sein Urteil war von entscheidender Bedeutung. Deshalb wurden die Gebete für die Toten auch an ihn gerichtet. Totenpriester trugen seine Maske (Beispiel), während sie amtierten. Er war dafür zuständig, die Verstorbenen während ihrer Jenseitsreise ostwärts in die Duat bis an die Ufer des Eridanus (Eridanus (Sternbild)) zu begleiten. Der Eridanus ist in der ägyptischen Mythologie die Grenze zwischen dem Reich der Lebenden und der Jenseitswelt. Bei der Überquerung des Eridanus unterstützte die Verstorbenen der „himmlische Fährmann“ Mahaf, der möglicherweise eine Form des Mondgottes Thot ist.
Später, als Osiris Anubis als Gottheit der Toten ablöste, wurde Anubis als sein Untergebener gesehen und leitete nun die Wägung des Herzens beim Totengericht. Wer diese Prüfung nicht bestand, wurde danach von Ammit verschlungen.
Anubis war der Schutzgott des ägyptischen Militärs. Aus der Zeit des Neuen Reichs existieren Grabsiegel, die Anubis auf den Neun Bogen sitzend darstellen, was seine Dominanz über die Feinde Ägyptens symbolisieren soll.

## Mythologie
In der Mythologie soll Anubis eines der vier Kinder des Gottes Re sein. Laut einer späteren Fassung des Osirismythos ist er der Sohn des Osiris und dessen Schwester Nephthys. Seit dem Alten Reich gelten Hesat als seine Mutter und Qebehut als seine Tochter.
Nachdem Osiris von seinem Bruder Seth zerstückelt und auf der ganzen Welt verteilt worden war, sammelte Anubis gemeinsam mit Isis alle Körperteile wieder ein. Danach soll es ihm gelungen sein, Osiris wieder zusammenzusetzen, indem er ihn mumifizierte. So hat Anubis, dem Mythos nach, die erste Mumifizierung an einer Leiche vorgenommen. Für Osiris vollzog er dann die Totenriten, die zum Vorbild aller Bestattungszeremonien wurden.
Das Sternbild von Anubis entspricht ungefähr dem heutigen Sternbild Hase.

## Bedeutung bei den Griechen
Anubis wird in der griechischen Mythologie mit dem Seelengeleiter Hermes gleichgesetzt. Analog zu Hermes begleitet Anubis die Verstorbenen bis an das Ufer des Jenseitsflusses Eridanus. Die Entsprechung des Fährmanns Charon, der die Verstorbenen mit seiner Fähre über den Styx in den Hades übersetzte, ist in der ägyptischen Mythologie der „himmlische Fährmann“ Mahaf und/oder der Mondgott Thot.

## Rezeption
Die Pflanzenart Anubias (Araceae) ist nach Anubis benannt.